# Резолюция 66 на Съвета за сигурност на ООН
Резолюция 66 на Съвета за сигурност на ООН е приета на 29 декември 1948 г. в отговор на доклад на изпълняващия длъжността Посредник на ООН за Палестина за сблъсъците, случили се в Южна Палестина на 22 декември 1948 г. въпреки многократните призиви на ООН за прекратяване на огъня. С Резолюция 66 Съветът за сигурност изисква от замесените в конфликта страни незабавно спиране на огъня, незабавно изпълнение на постановленията на Резолюция 61 на Съвета за сигурност и оказване на пълно съдействие на наблюдателите на ООН. Освен това Резолюция 66 предлага на комитета, създаден с Резолюция 61, да проведе заседание в Лейк Съксес, Ню Йорк, на 7 януари 1949 г., на което заседание да се обсъди положението в Южна Палестина и да бъде изготвен доклад до Съвета за сигурност, който доклад да се отнася до това в каква степен замесените в конфликта страни са изпълнили към дадения момент постановленията на Резолюции 61 и 62 на Съвета за Сигурност. Резолюция 66 предлага на 1 януари 1949 г. представители на Куба и Норвегия да заемат местата на оттеглилите се членове на комитета (тези на Белгия и Колумбия).
Резолюция 66 е приета с мнозинство от 8 гласа, като трима от членовете на Съвета за сигурност – Украинската ССР, САЩ и Съветският съюз – гласуват въздържали се.